# Тунель швидкісної дороги S2 у Варшаві
Тунель швидкісної автомагістралі S2 у Варшаві, зазвичай тунель біля Урсинова — автомобільний тунель довжиною близько 2,3 км, уздовж південної об'їзної дороги Варшави в районі Урсинув. На момент введення в експлуатацію це був найдовший автомобільний тунель у Польщі. У найглибшій точці (під першою лінією варшавського метрополітену) вона має глибину близько 21 метра.

## Опис

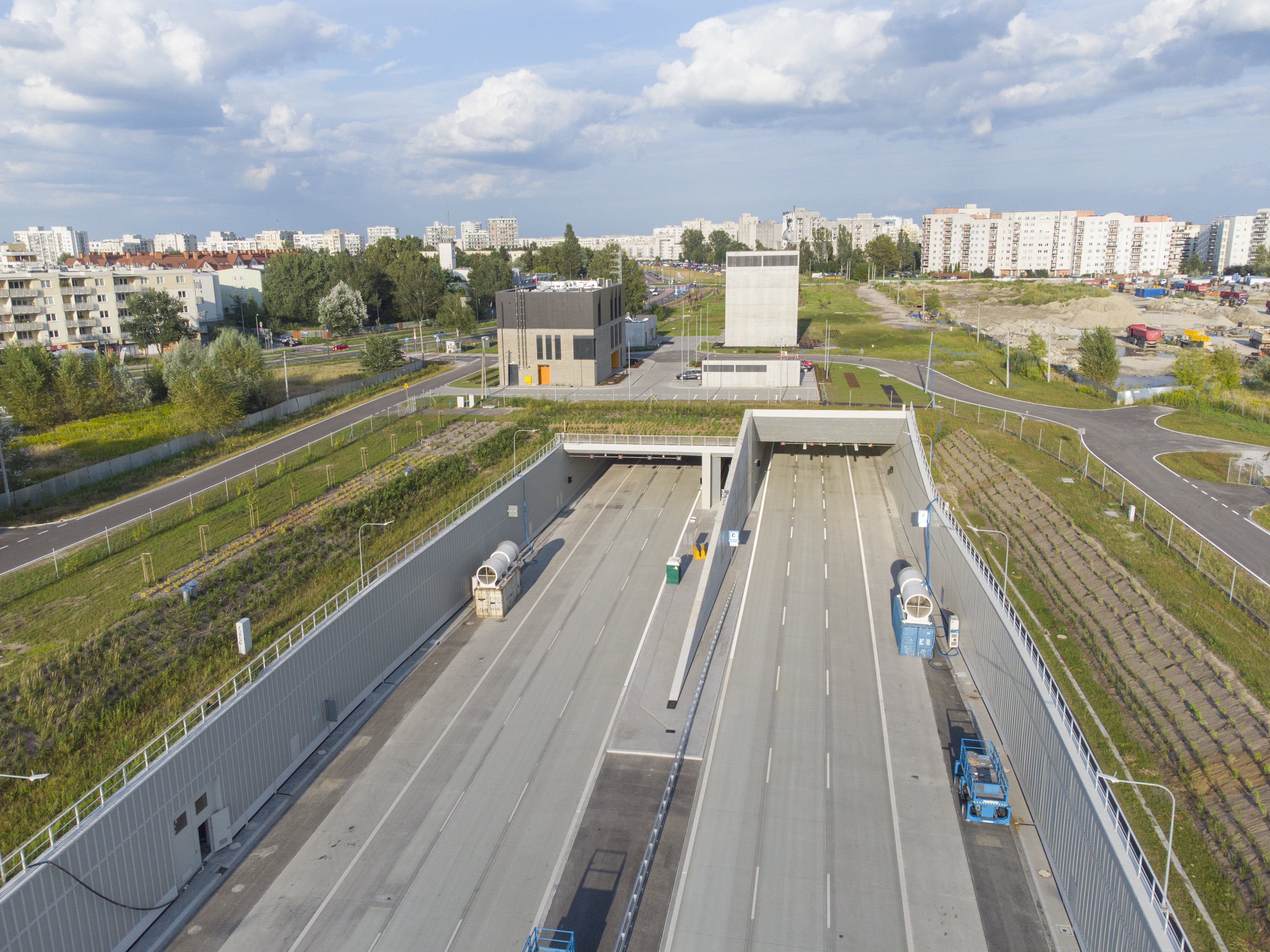
Вид на тунель із західного входу на схід (серпень 2021 р.)

Будівництво тунелю було проведено під лінією М1 Варшавського метро. Тунель мав бути відкритий у 2020 році. У червні 2020 року було оголошено про перенесення дати завершення будівництва до березня 2021 року, однак у лютому 2021 року було оголошено про чергову затримку та можливу нову дату завершення будівництва тунелю у другому кварталі 2021 року. У квітні 2021 року Генеральна дирекція національних доріг і автомагістралей оголосила, що очікувана дата завершення будівельних робіт — червень цього року. На рубежі червня та липня було оголошено про можливість надання об'єкта доступності у вересні. Наступною передбачуваною датою введення в експлуатацію була осінь 2021 року. Остаточно тунель відкрили 20 грудня 2021 року.
З нагоди будівництва тунелю мешканці прагнули встановити фільтри на пускових установках для відпрацьованих газів, а також створити лінійний парк над об'єктом вздовж вулиці Филипів Пласковицьких.
По всій довжині тунелю проводиться секційний замір швидкості (80 км/год). Крім того, заборонено в'їзд транспортних засобів, що перевозять небезпечні матеріали, які вимагають помаранчевих табличок — тип тунелю класифікується як E.